# Los abrazos rotos
Los abrazos rotos es el título de una película española escrita y dirigida por Pedro Almodóvar y estrenada en España el 18 de marzo de 2009.
El rodaje de la película, la decimoséptima en la filmografía del director manchego, comenzó a finales de mayo y concluyó a principios de septiembre de 2008.

## Argumento
Un hombre escribe, vive y ama en la oscuridad. Hace catorce años sufrió un brutal accidente de coche el cual le dejó totalmente ciego.
Este hombre usa dos nombres, Harry Caine (seudónimo bajo el que firma sus trabajos literarios, relatos y guiones) y Mateo Blanco (su nombre real, con el que vive y firma las películas que dirige). En la actualidad, Harry Caine vive gracias a los guiones que escribe y a la ayuda de su antigua y fiel directora de producción, Judit García, y de Diego, el hijo de esta, secretario, mecanógrafo y lazarillo.
La historia de Mateo, Lena, Judit y Ernesto Martel es una historia de amour fou, dominada por la fatalidad, los celos, el abuso de poder, la traición y el complejo de culpa.

## Producción y rodaje
La película se rodó en la isla de Lanzarote y en la Comunidad de Madrid. Entre otras localizaciones, se filmó en el Viaducto de Madrid donde Pedro Almodóvar ya había rodado Matador (1986) y donde volvería a situar parte de la trama de Los amantes pasajeros (2013).

## Reparto
- Penélope Cruz como Magdalena Lena.
- Lluís Homar como Mateo Blanco y Harry Caine.
- Blanca Portillo como Judit García.
- José Luis Gómez como Ernesto Martel.
- Rubén Ochandiano como Ernesto Martel hijo (Ray X).
- Tamar Novas como Diego.
- Ángela Molina como madre de Lena.
- Chus Lampreave como portera en Chicas y maletas.
- Kiti Mánver como madame Mylene.
- Lola Dueñas como lectora de labios.
- Mariola Fuentes como Edurne.
- Carmen Machi como Chon.
- Kira Miró como modelo.
- Rossy de Palma como Julieta.
- Alejo Sauras como Álex.
- Dani Martín como Mario

## Palmarés cinematográfico
Premios Cóndor de Plata
| Categoría                     | Resultado |
| ----------------------------- | --------- |
| Mejor película iberoamericana | Candidata |

Globos de Oro 2010
| Categoría                           | Resultado |
| ----------------------------------- | --------- |
| Mejor película en lengua no inglesa | Candidata |

XXIV edición de los Premios Goya
| Categoría                     | Persona                       | Resultado  |
| ----------------------------- | ----------------------------- | ---------- |
| Mejor actriz protagonista     | Penélope Cruz                 | Candidata  |
| Mejor guion original          | Pedro Almodóvar               | Candidato  |
| Mejor música original         | Alberto Iglesias              | Ganador    |
| Mejor diseño de vestuario     | Sonia Grande                  | Candidata  |
| Mejor maquillaje y peluquería | Ana Lozano Massimo Gattabrusi | Candidatos |

Fotogramas de Plata 2009
| Categoría            | Persona                       | Resultado          |
| -------------------- | ----------------------------- | ------------------ |
| Mejor actriz de cine | Penélope Cruz Blanca Portillo | Ganadora Candidata |
| Mejor actor de cine  | Lluís Homar                   | Candidato          |

XIX edición de los Premios de la Unión de Actores
| Categoría                         | Persona         | Resultado |
| --------------------------------- | --------------- | --------- |
| Mejor actriz protagonista de cine | Penélope Cruz   | Candidata |
| Mejor actor protagonista de cine  | Lluís Homar     | Candidato |
| Mejor actriz secundaria de cine   | Blanca Portillo | Candidata |
| Mejor actor secundario de cine    | José Luis Gómez | Candidato |
| Mejor actriz de reparto de cine   | Lola Dueñas     | Candidata |

Premios EñE del cine
| Categoría                                   | Persona                     | Resultado |
| ------------------------------------------- | --------------------------- | --------- |
| Mejor película                              |                             | Candidata |
| Mejor dirección                             | Pedro Almodóvar             | Candidato |
| Mejor interpretación masculina protagonista | Lluís Homar                 | Candidato |
| Mejor interpretación masculina de reparto   | José Luis Gómez             | Ganador   |
| Mejor interpretación femenina protagonista  | Penélope Cruz               | Ganadora  |
| Mejor interpretación femenina de reparto    | Blanca Portillo             | Ganadora  |
| Mejor guion original                        | Pedro Almodóvar             | Ganador   |
| Mejor música original                       | Alberto Iglesias            | Ganador   |
| Mejor canción                               | "A ciegas" de Miguel Poveda | Ganador   |

- Nominada Palma de Oro en Cannes.

- Nominada al BAFTA a la mejor película extranjera.

- Nominada a 3 Premios EFA (European Film Award): Mejor Película (People choice award), Mejor Director, Mejor Actriz Protagonista (Penélope Cruz).

- Premio EFA (European Film Award) a la mejor música para Alberto Iglesias.

- Ganadora del Premio Críticos de Estados Unidos a Mejor película extranjera (Critic's Choice Award).

- Premio Golden Satellite a la mejor película extranjera.

- Premio de la Asociación de Críticos de Phoenix a la mejor película extranjera.